# Bourreria homalophylla
Bourreria homalophylla är en strävbladig växtart som beskrevs av Otto Eugen Schulz. Bourreria homalophylla ingår i släktet Bourreria och familjen strävbladiga växter. Inga underarter finns listade i Catalogue of Life.